# حسین‌آباد (بهار)
حسین‌آباد (بهار)، روستایی از توابع بخش صالح‌آباد شهرستان بهار در استان همدان ایران است.

## جمعیت
این روستا در دهستان دیمکاران قرار دارد و براساس سرشماری مرکز آمار ایران در سال ۱۳۹۵، جمعیت آن ۴۰۴ نفر (۱۲۶خانوار) بوده‌است.